# Йозеф Штерінг
Йозеф Штерінг (нім. Josef Stering, нар. 6 березня 1949, Кефлах) — австрійський футболіст, що грав на позиції півзахисника.
Виступав, зокрема, за ГАК (Грац) та «Мюнхен 1860», а також національну збірну Австрії.

## Клубна кар'єра
У дорослому футболі дебютував 1967 року виступами за команду другого дивізіону «Фойтсберг», в якій провів один сезон, після чого з 1968 по 1972 рік грав у складі вищолігового ГАКа (Грац).
Влітку 1972 року Штерінг перейшов до «ВОЕСТа Лінц», з яким у сезоні 1973/74 став чемпіоном Австрії. По ходу сезону 1975/76 Штерінг перейшов до «Ваккера» (Інсбрук), у складі якого знову став чемпіоном у сезоні 1976/77, а наступного року виграв і кубок країни.
З 1978 по 1980 рік він грав за західнонімецький «Мюнхен 1860», з яким у першому ж сезоні виграв Другу Бундеслігу «Схід» і вийшов до елітного дивізіону, де наступного року зіграв 27 ігор і забив 3 голи, допомігши команді не вилетіти.
1980 року повернувся до клубу ГАК (Грац), за який відіграв 6 сезонів. Більшість часу, проведеного у складі ГАКа, був основним гравцем команди і 1981 року виграв з клубом Кубок Австрії. Завершив професійну кар'єру футболіста виступами за команду ГАК у 1986 році.

## Виступи за збірну
27 квітня 1969 року дебютував в офіційних матчах у складі національної збірної Австрії в товариській грі проти Мальти (3:1)
Загалом протягом кар'єри у національній команді, яка тривала 9 років, провів у її формі 26 матчів, забивши 5 голів.

## Титули і досягнення
- Чемпіон Австрії (2):

«ВОЕСТ Лінц»: 1973–74
«Ваккер» (Інсбрук): 1976–77
- Володар Кубка Австрії (2):

«Ваккер» (Інсбрук): 1977–78
ГАК (Грац): 1980–81